# Oscar Hammerstein I
Oscar Hammerstein I (n. 8 mai 1848, Stettin, Regatul Prusiei – d. 1 august 1919, New York City, New York, SUA) a fost un compozitor și impresar de teatru, născut în Germania (Regatul Prusiei) însă stabilit în Statele Unite ale Americii până la moartea sa în 1919. Pasiunea pentru operă l-a motivat să deschidă mai multe case de operă și a revendicat popularitatea acestui gen în Statele Unite ale Americii. El este bunicul renumitului scriitor de musicaluri Oscar Hammerstein II și tatăl managerului de teatru, William Hammerstein și al producătorului american Arthur Hammerstein.